# Ambasadorowie Niemiec w Wielkiej Brytanii

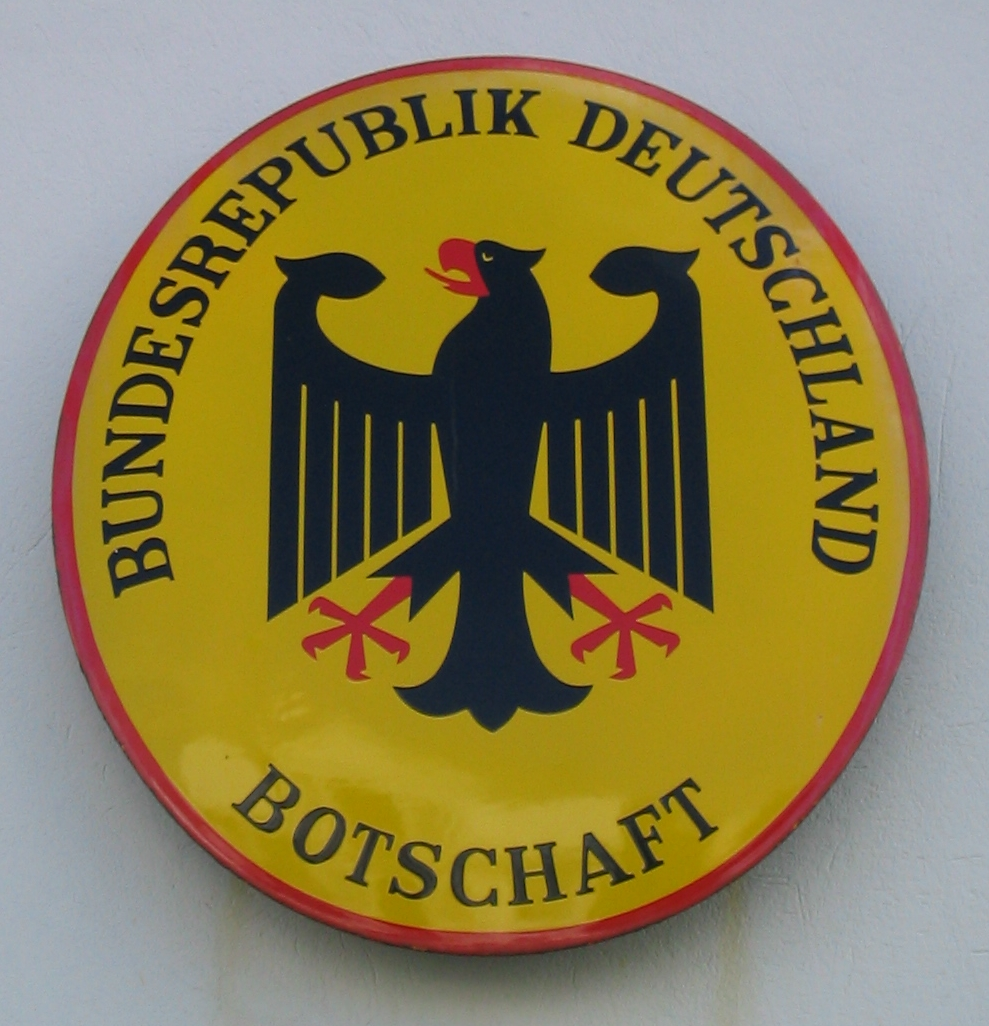
Ambasada Niemiec w Londynie

Siedziba ambasady pruskiej (od roku 1849), a potem niemieckiej (od zjednoczenia Niemiec w 1870) mieściła się przy Carlton House Terrace numer 9. Wówczas budynek ten zwano potocznie: Prussia House, po II wojnie światowej ambasada przeniosła się w inne miejsce.

## Ambasadorzy i posłowie Krajów Rzeszy przed zjednoczeniem

### Elektorat Saksonii
- 1701-1703 Balthasar Heinrich von Nischwitz
- 1714-1718 Georg Sigismund Nostitz
- Karl Georg Friedrich von Flemming (1705-1767)

### Elektorat Hanoweru
- 1702 Ernst August von Platen-Hallermund

### Holstein-Gottorp
- 1713-1714 Gerhard Nath (1666-1740)
- 1714-1719 Hermann von Petkum

### Księstwo Palatynatu
- 1715-1716 Franz Ludwig Viktor Effern

### Elektorat Trewiru
- 1715 Hermann Beveren

### Związek Północnoniemiecki
- 1820-1841 Heinrich von Bülow
- 1841-1854 Cristian-Karl Josias Bunsen (pierwszy lokator Prussia House)

## Ambasadorzy i posłowie Niemiec zjednoczonych

### Cesarstwo Niemieckie
- Albrecht von Bernstorff (1871-1873)
- Paul von Hatzfeldt-Wildenburg (1885-1901)
- Paul Wolff Metternich (1901-1912)
- Adolf von Bieberstein (1912)
- Karl Max von Lichnowsky (1912-1914)

### Republika Weimarska
- Dr. Friedrich Stahmer (1920-1930) (chargé d'affaires od 1919)
- Constantin von Neurath (1930-1932)
- Dr. Leopold Gustav Alexander von Hoesch (1932-1936)

### III Rzesza
- Joachim von Ribbentrop (1936-12 III 1938)
- Dr. Herbert von Dirksen (1938-1939)

### RFN
1. Dr. Hans Schlange-Schöningen (1953-1955; konsul generalny od 1950)
2. Hans von Herwarth (1955-1961)
3. Dr. Hasso von Etzdorf (1961-1965)
4. Herbert Blankenhorn (1965-1970)
5. Karl-Günther von Hase (1970-1977)
6. Dr. Hans Helmut Ruethe (1977-1980)
7. Dr. Jürgen Ruhfus (1980-1983)
8. Baron Rüdiger von Wechmar (1985-1989)
9. Baron Dr. Hermann von Richthofen (1989-1993)
10. Dr. Peter Hartmann (1993-1995)
11. Dr. Jürgen Oesterhelt (1995-1997)
12. Gebhard von Moltke (1997-1999)
13. Dr. Hans-Friedrich von Ploetz (1999-2002)
14. Dr. Thomas Matussek (2002-2006)
15. Wolfgang Ischinger (2006-)